# История почты
Исто́рия по́чты — историческое исследование развития почтовой связи. Потребность в получении известий из других местностей и стран восходит к глубокой древности и первоначально удовлетворялась посредством гонцов, которые приносили сообщения, как устные, так и письменные или облечённые в символическую форму. С развитием человеческой цивилизации происходили изменение и развитие способов, средств и форм почтовой связи.

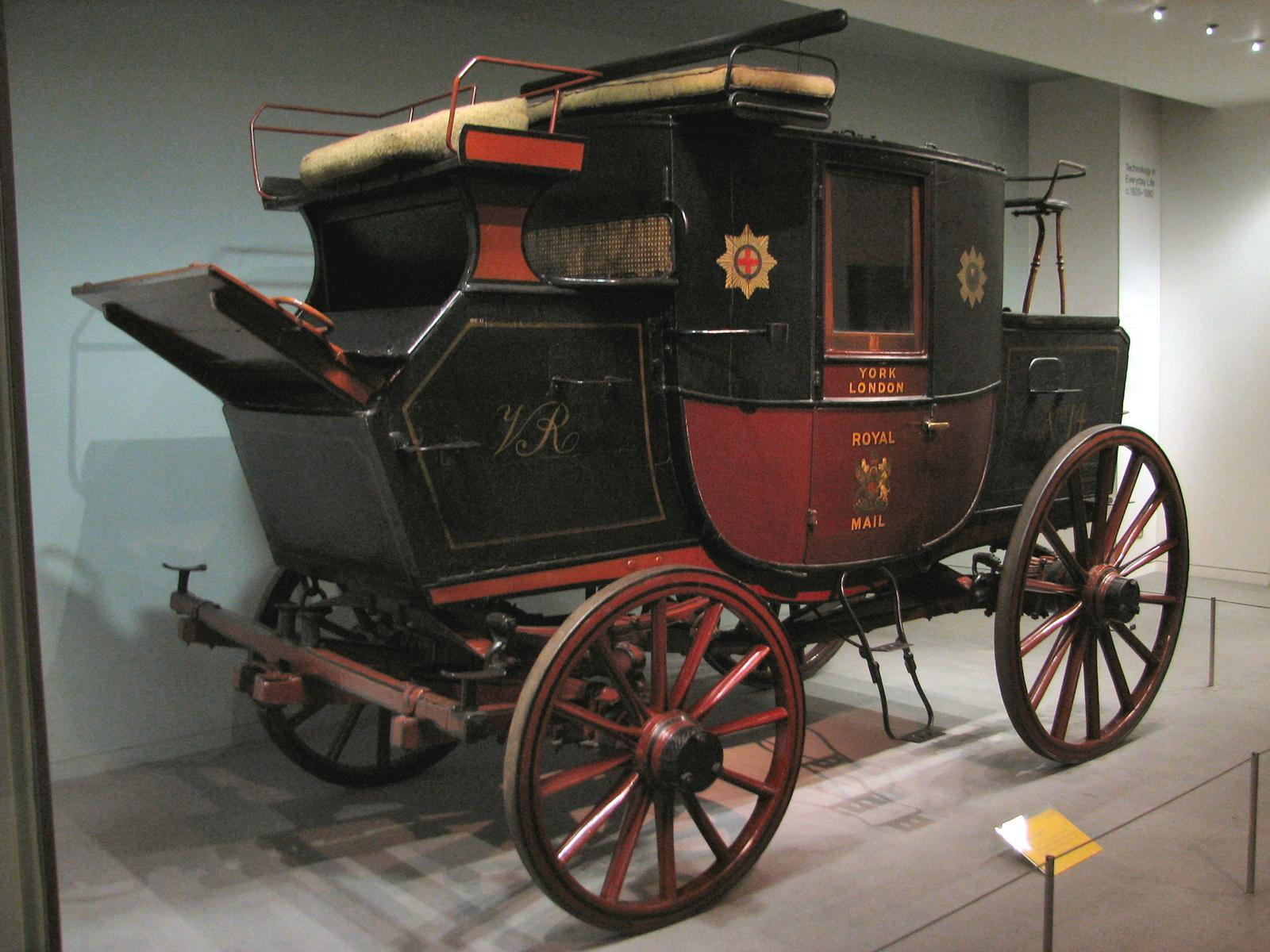
Карета Королевской почты (Великобритания, ок. 1820)

## Первобытные люди

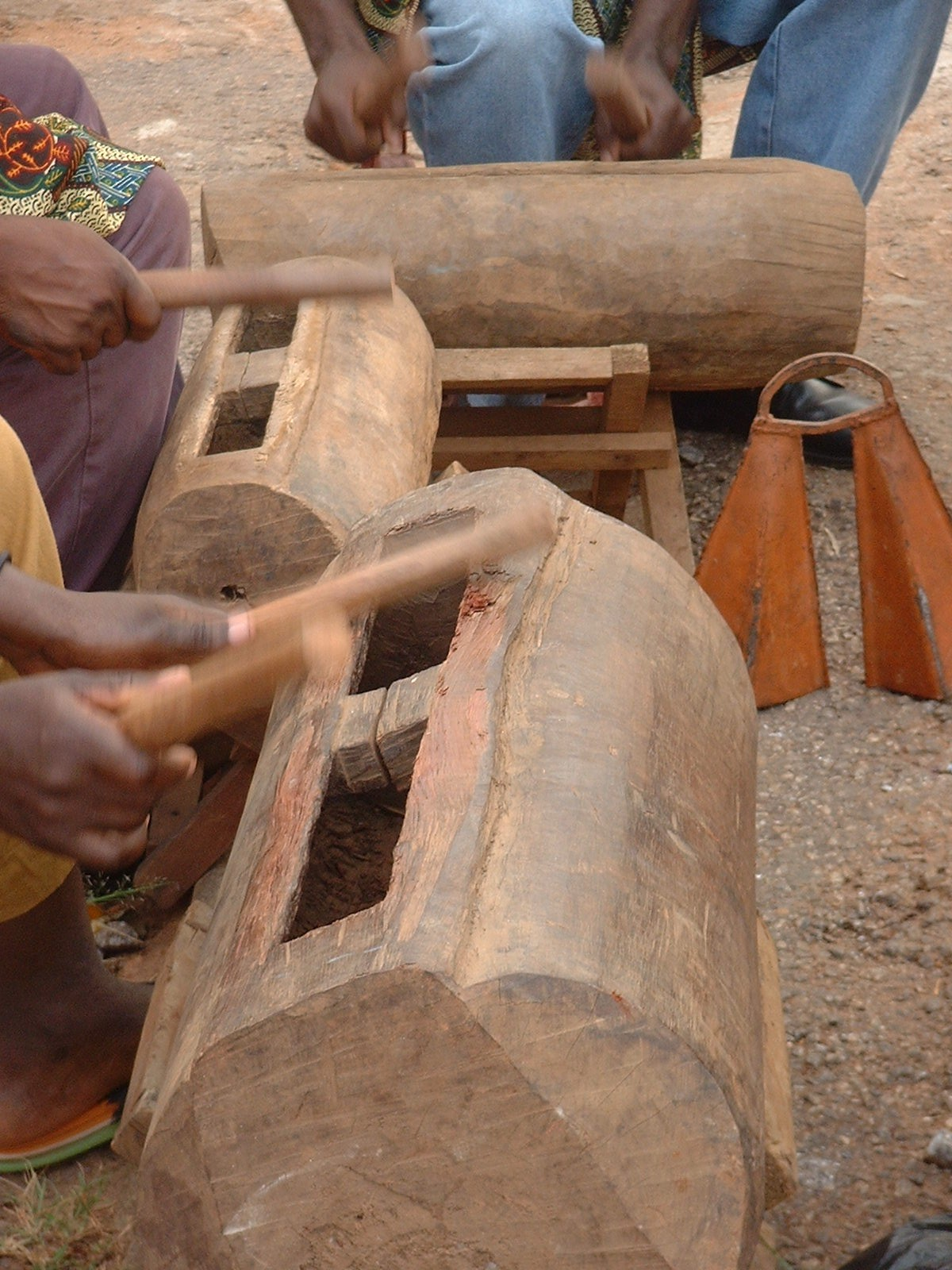
Африканские полые тамтамы

Доисторические люди использовали для передачи важной информации голос, что способствовало появлению членораздельной речи. Однако устная передача вестей была несовершенна, так как человеческий голос слышен лишь на близком расстоянии. Для усиления передаваемого звука тысячелетия назад стали использовать полые стволы деревьев и позднее барабаны (ок. 6 тыс. лет до н. э.). С помощью условных ударных сигналов новости передавались от одного поселения к другому. Кроме того, человек использовал для передачи вестей огонь и дым. Барабаны тамтамы до сих пор используются для связи на большие расстояния африканскими племенами, а дым от костров ещё в XX веке употреблялся для этих же целей индейцами Канады.

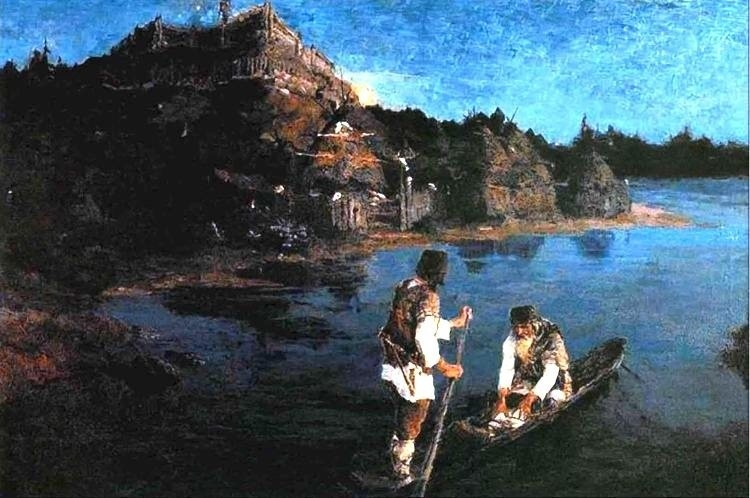
Н. К. Рерих (1874—1947). Гонец

## Античность
Следующим видом связи в истории человечества стали гонцы — вначале пешие, позднее конные. В древних государствах Месопотамии, Египта, Греции, Персии, Китая, Римской империи существовала хорошо налаженная государственная почтовая связь: письменные сообщения пересылались с пешими и конными гонцами по принципу эстафеты.

### Древний Восток
История почты тесно связана с историей письменности. С зарождением последней информация стала передаваться в письменном виде, что положило начало почтовой связи. Вначале такая связь была эпизодической. С возникновением рабовладельческих государств на Древнем Востоке, правители которых нуждались в постоянной информации о положении в собственной стране и на подвластных им территориях, почтовая связь стала приобретать упорядоченный характер.

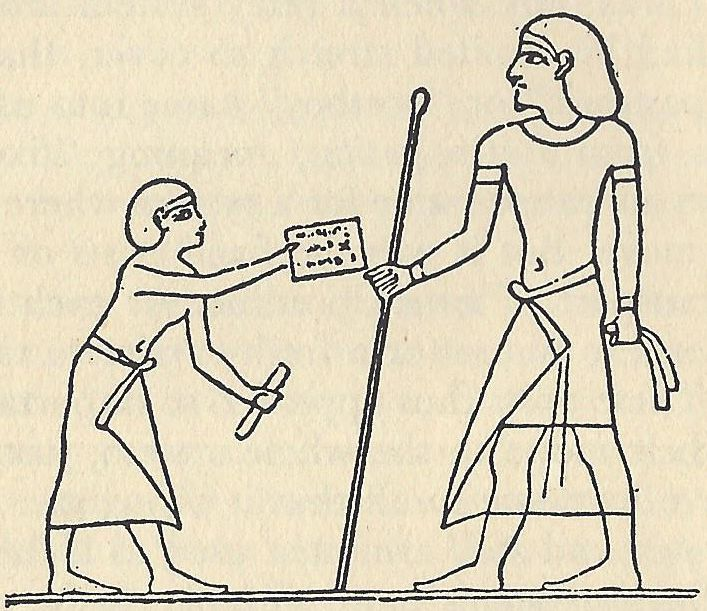
Древнеегипетский рисунок, отображающий деятельность почты

Первые учреждения упорядоченной службы сообщений возникли достаточно рано в античные времена. Впервые почтовое сообщение появилось около 5000 лет назад в Месопотамии для передачи информации, запечатлённой в виде глиняного письма. Не менее древней является почтовая связь в Египте.
Первоначально подобные службы использовались в основном в военных целях и не предназначались для связи между гражданскими лицами. Таковыми были службы сообщений в Древнем Египте, Ассирии, Вавилоне и Персии. Особенно развитыми они были в Египте и могут рассматриваться предшественниками современной почты. Во времена IV династии фараонов (2900—2700 до н. э.) действовала служба особых пеших (скороходов), а также конных гонцов, обеспечивая связь по военным дорогам с Ливией, Эфиопией и Аравией.
Древнеегипетская почта была основана преимущественно на использовании многочисленных пеших гонцов, благодаря которым фараоны могли без особых затруднений осуществлять контакты с удалёнными провинциями. В Бени-Хасане на стенной росписи одной из пещер-гробниц, относящихся к эпохе Среднего царства, изображён гонец, передающий чиновнику сообщение о вторжении вражеского племени. Известно о профессиональных гонцах, существовавших в Египте в эпоху XII династии (1985—1785 до н. э.), которые развозили царские приказы вплоть до Азии. Гонцы должны были преодолевать длинные расстояния как можно скорее. Для транспортировки писем также применяли почтовых голубей.

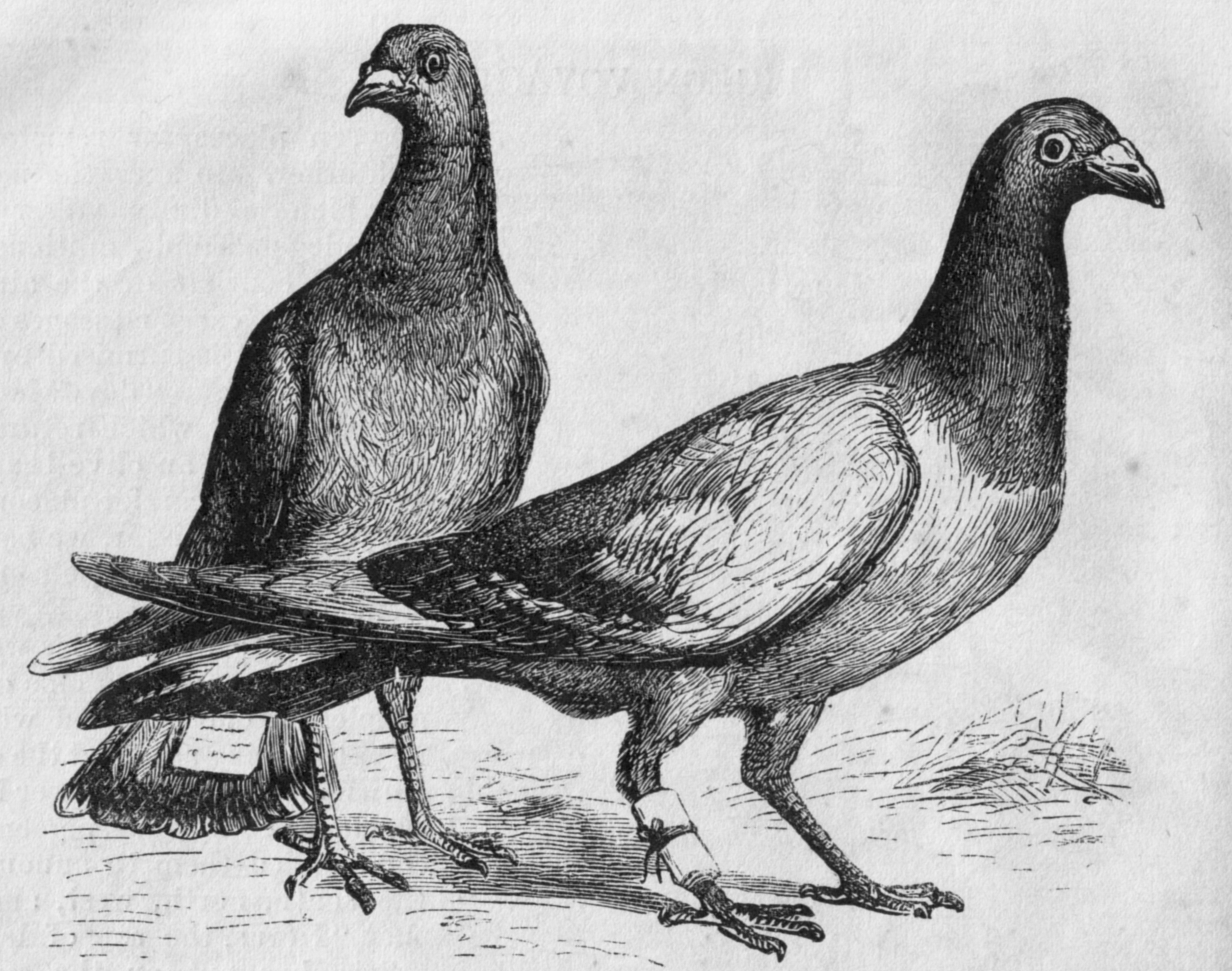
Почтовые голуби с прикреплёнными сообщениями

Представление о почтовом деле в Древнем Египте можно получить из документа на папирусе, датированного примерно 255 годом до н. э. и содержащего учётные записи доставки почтовых отправлений одним посыльным. Подобная высокоразвитая почтовая система вскоре стала распространяться в других странах.
Ассирийская легенда повествует о гонцах, которые разносили повеления Семирамиды по всем краям её царства.
Почтовое дело в Персидской монархии — в виде чёткой системы почтовой связи, известной под названием «ангарейон», — было введено в VI веке до н. э., во времена царя Кира II (550—529 до н. э.). Передача сообщений осуществлялась главным образом через конных гонцов (ангаров). Однако имеются указания на то, что подобная почтовая система существовала в Персии намного раньше. Из описаний Геродота и Ксенофонта известно, что при Кире II на важнейших дорогах были установлены почтовые станции, удалённые друг от друга на равномерном расстоянии, которое составляло приблизительно дневной пробег лошади. Эти станции служили курьерам для отдыха.

### Древняя Греция
В Греции почтовая система была достаточно хорошо налажена в виде сухопутной и морской почтовой связи, но она не могла значительно развиться из-за множества воюющих между собой городов-государств. Правительства для передачи сообщений имели в своем распоряжении, как правило, пеших посланцев. Они назывались гемеродромами (греч. ημερόδρομος). Гонцы-бегуны преодолевали за час расстояние в 55 стадий (около 10 км) и за один рейс — 400—500 стадий.
Самый известный из этих курьеров был Фидиппид, который по преданию Плутарха в 490 году до н. э. донёс в Афины известие о победе в битве при Марафоне и умер от истощения. Этот бег был первым марафоном в истории. Фидиппид передал только устное послание.
Для передачи особо спешных сообщений уже в древности посылали верховых гонцов. Как пишет Диодор Сицилийский, один из военачальников Александра Македонского держал при своём штабе гонцов — всадников на верблюдах.

### Древний Рим
В Римской республике постановка почтового дела была, вероятно, заимствована у персов. Вначале только богатые патриции, владевшие многочисленными рабами, имели собственных гонцов. Для правительственных и частных целей существовали гонцы (cursores, statores, позднее viatores и tabellarii, от tabella — дощечка для письма), а также частные предприниматели, отдававшие в наймы повозки и вьючный скот (cisiarii и jumentarii); их коллегии объединялись в одну корпорацию. Гай Юлий Цезарь заложил основы для создания собственно государственной почты, которая возникла и получила значительное развитие при императоре Августе. В те времена почта называлась cursus publicus («курсус публикус» — государственная почта), была подчинена непосредственно императору и не разрешалась для частных посланий. Благодаря единой почтовой сети существовала связь между отдельными частями Римской империи. Это была огромная, разветвлённая система почтовой связи, которая работала по чёткому регламенту.
Почтовые перевозки осуществлялись на суше с помощью лошадей, по морю — на кораблях. В более крупных центрах были учреждены станции летучек почты (mansiones, позднее stationes), которые служили для отдыха и ночёвки путешествующих всадников и возниц и обыкновенно отстояли одна от другой на день пути. Здесь стояли наготове верховые и вьючные животные и, на случай нужды, повозки. Между каждыми двумя mansiones (на расстоянии 7—14 км) были устроены 6—8 более мелких станций (mutationes) для перемены лошадей. В те времена могли говорить: «Statio posita in…», что означало «станция, расположенная в таком-то месте». От латинского слова posita, вероятнее всего, произошло слово post — «почта».
Спешные пакеты пересылались через конных курьеров (veredarii), путешествующие перевозились в легких повозках (rheda), разного рода кладь — в телегах (clabularia). Пользование государственной почтой разрешалось лишь в государственных целях и определенным должностным лицам. В спешных случаях целые военные отряды перевозились средствами cursus publicus. В виде исключения и на основании особых разрешений (diplomata, evectiones, tractoriae) государственной почтой могли пользоваться и другие лица, путешествующие чиновники, особенно ветераны, а впоследствии — церковнослужители, что подавало повод к различным злоупотреблениям.
Главное заведование государственной почты было сосредоточено в руках одного из высших государственных чинов: сначала префекта претория, а со времени Константина — магистра оффиций. Управление почтой в провинциях принадлежало наместникам, при которых для заведования технической частью почты состояли специальные префекты (prefecti vehiculorum), позднее — procuratores cursus publici. Поставка лошадей, других средств передвижения и всадников составляла натуральную повинность окрестного населения и жителей покорённых стран, на которых содержание почты ложилось крайне тяжким бременем.
Хотя деятельность римской государственной почты и ограничивалась правительственными надобностями, но она имела крупное значение. Благодаря превосходной сети дорог, безопасности и порядку сообщений, а также обширной переписке гражданских и военных властей, на станциях государственной почты развилось необычайно оживлённое движение. Расстояния от Британии до Балкан, Кавказа, нынешней Турции, Сирии, Палестины и Иордании и от устья Рейна до Ливийской пустыни и Александрии можно было преодолевать сравнительно быстро. Если Цезарь, пользуясь переменными частными лошадьми, мог делать 100 миль в день, то Тиберий с помощью cursus publicus проезжал в день расстояние, вдвое большее. Из важнейших провинций известия получались в Риме ежедневно. На станциях вдоль более оживленных дорог содержалось по 20—40 упряжных лошадей и мулов. Организация эта продержалась до падения Западной Римской империи, с её падением исчезла и cursus publicus. В Восточной Римской империи государственная почта просуществовала приблизительно до 520 года.
Для частной почты обычно пользовались услугами путешествующих друзей, что обуславливало длительное время доставки. Так, известен случай, когда некто Аугустин получил письмо через девять лет. Если же расстояние до адресата было не очень большое, римлянин посылал своего раба, который в день преодолевал пешком до 75 км.

### Другие высокоразвитые культуры
В Китае почтовая служба пеших и конных гонцов возникла довольно рано; её основали ещё при династии Чжоу (1123—249 до н. э.). В те времена почтовое сообщение поддерживалось с помощью 80 гонцов и восьми главных курьеров, для которых на расстоянии 5 км были устроены постои для питания и на большем удалении — пункты для ночлега. Эта почтовая система была значительно расширена при династии Цинь (221—206 до н. э.) и особенно при династии Хань (206 до н. э.—220).
Во времена расцвета культуры майя также имелась развитая служба гонцов, но о ней известно очень мало.

## Средневековье

### Развитие в Европе

#### Раннее Средневековье

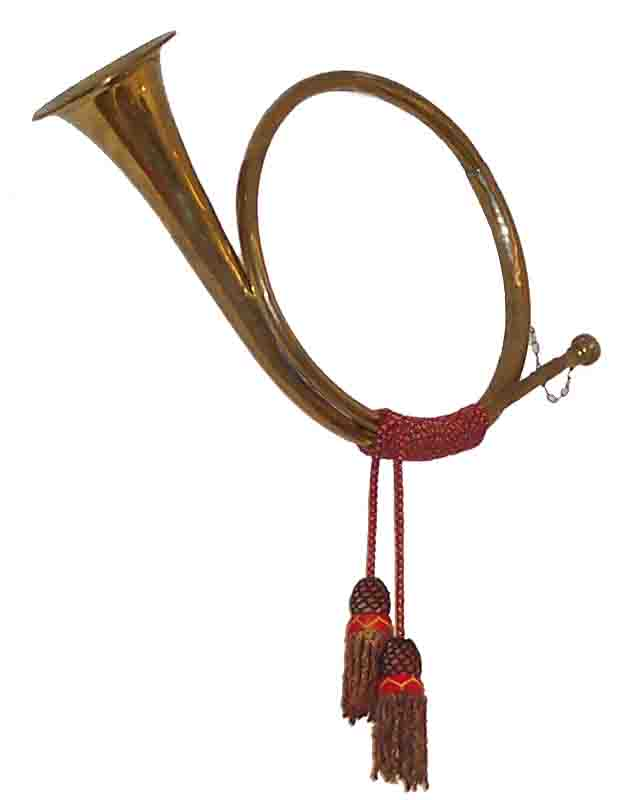
Почтовый рожок. Экспонат Почтового музея Рейнхессена

С падением Западной Римской империи в Европе вряд ли существовала какая-либо функционирующая система передачи вестей. Лишь Хлодвиг (король Франции с 482 по 511 год) пробовал — без особого успеха — воссоздать почтовую связь из остатков римской государственной почты. Ко времени Карла Великого (768—814) сообщения доставлялись с большими затруднениями. Карл Великий и его преемники не сделали серьёзных попыток к восстановлению римской государственной почты. Учреждение гонцов, существовавшее при Каролингах, примыкало к народному делению на марки и при быстром распадении монархии не получило широкого развития. Князья-феодалы осуществляли пересылку писем и вещей посредством гонцов и возниц, предоставлявшихся их подданными.

#### Монастырская и университетская почты
В феодальной средневековой Европе XI—XV веков, при раздробленности государственной власти, пересылку известий принимали на себя главным образом отдельные духовные и светские корпорации. В обмене мыслей всего более нуждалась тогда церковь, как потому, что её устройство покоилось на начале централизации, так и потому, что в течение долгого времени она являлась единственной носительницей умственной жизни народов. Архивы церковных учреждений и регесты римской курии свидетельствуют, что ещё в самом начале средних веков происходил оживлённый обмен посланий между главой католической иерархии и её членами; но на существование специального церковного института гонцов или курьеров нет указаний. Лишь между многочисленными разветвлениями духовных орденов поддерживались правильные сношения через посредство странствующих монахов, которые играли роль курьеров и брали с собой донесения. Монастыри таким образом имели собственную систему сообщений — монастырскую почту. Монастырские курьеры поддерживали связь между отдельными монастырями и главой церкви в Риме, между монашескими орденами и их братствами. В землях немецкого ордена для этой цели возникла специальная администрация и учреждены были станции для перемены лошадей.
При университетах, куда учащиеся стекались из самых различных стран, также образовались корпорации профессиональных гонцов, пользовавшиеся разными привилегиями. В XII—XIII веках славились гонцы университетов в Болонье, Салерно, Неаполе, Монпелье, Тулузе, позднее — гонцы парижского университета Сорбонны. Гонцы университетской почты поддерживали связь между учащимися и их семьями; некоторые из университетских почт за определённую плату доставляли сообщения частным лицам.

#### Купеческая почта и почта мясников
Дальнейшее развитие общества, прежде всего торговли и ремёсел, а также науки и культуры, способствовало повышению интереса к передаче сообщений и привело к появлению многочисленных и разнообразных служб посыльных и почт городов, обслуживавших купцов и ремесленников. Постепенно право пользования этими почтами стало предоставляться и другим слоям населения.
Купеческая почта была заведена при крупных торговых домах, которые содержали собственных курьеров. Вскоре отдельные купцы стали заимствовать эту идею и объединялись с тем, чтобы собранная почта могла перевозиться по назначению. Начало купеческой почты можно обнаружить в Республике Венеция. В то же время единой государственной почты всё ещё не было.
Несколько позднее возникла так называемая «почта мясников». Цех мясников, совершавших для своих закупок обширные путешествия, принимал на себя, по соглашению с городами и купеческими гильдиями, перевозку писем и посылок. В некоторых городах южной Германии это вменено было цеху мясников в обязанность, взамен чего он освобождался от общинных повинностей. Таким образом образовалась почта мясников, просуществовавшая до конца XVII века и местами получившая значение государственного установления (в Вюртемберге).

#### Городская и королевская почты
С развитием городских вольностей одним из важнейших средств сообщения в Средние века явился институт городских гонцов, который с XIV века существовал почти повсеместно, но особое развитие получил в крупных торговых центрах Германии и Италии. Из многочисленных дошедших до нас регламентов городским гонцам в Кёльне, Майнце, Нордгаузене (XIV век), Страсбурге (1443), Аугсбурге (1552), Бреславле (1573) и т. д. видно, что они состояли в ведении городского совета, которому под присягой обязывались подчиняться. Они не получали жалованья ни от общины, ни от отдельных корпораций или купеческих гильдий. Выступая из города в определённые дни, они верхом или пешком в установленные сроки доставляли по назначению корреспонденцию городского управления, равно как и письма и посылки горожан, с которых взимали плату по таксе.

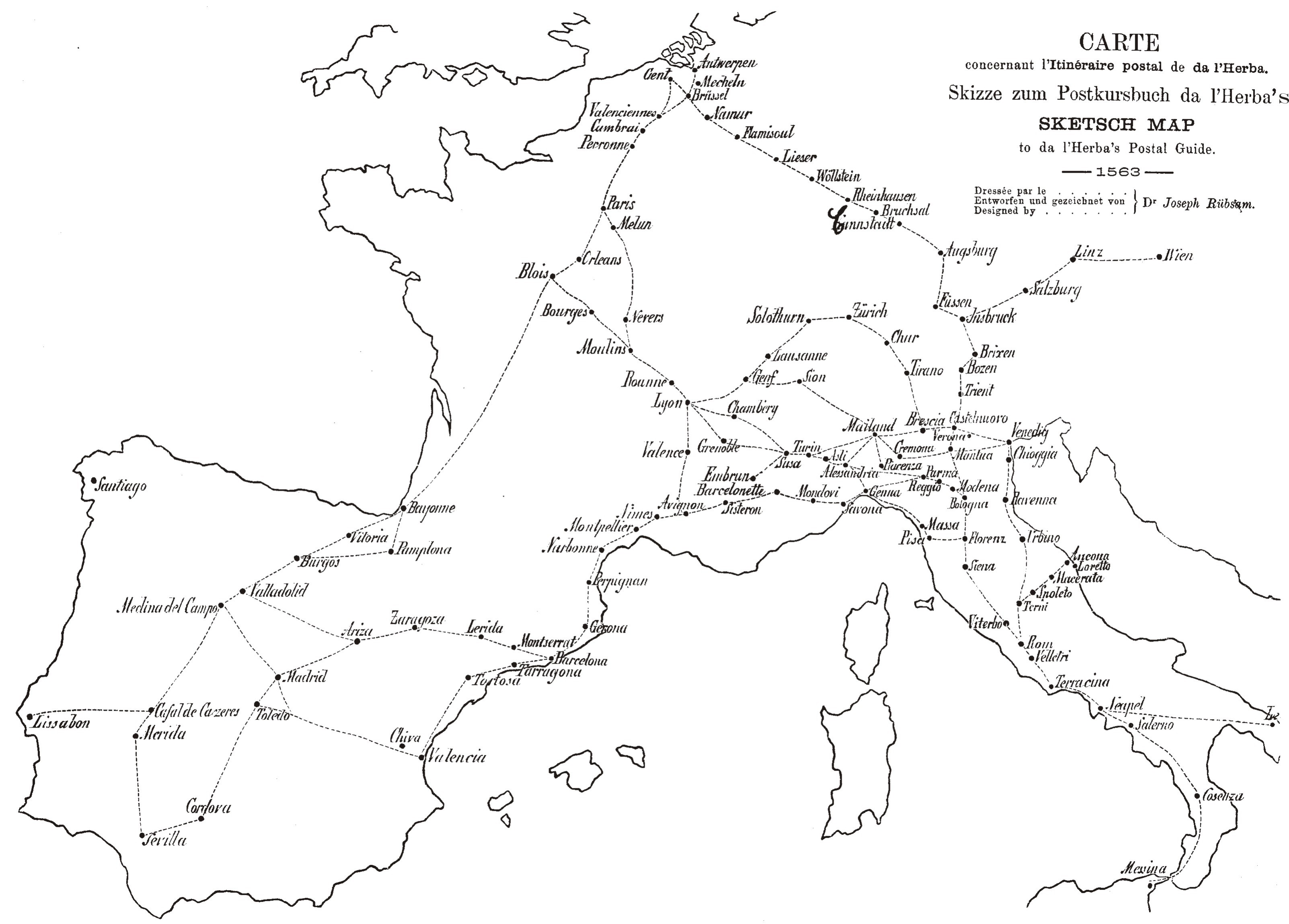
Карта почтовых сообщений Европы в 1563 году

Прочное и широкое развитие институт городских гонцов получил благодаря союзам городов на Рейне и в Нижней Германии. Гонцы рейнского городского союза поддерживали правильные сообщения от Кёльна и Майнца через Франкфурт в Нюрнберг. Своей точностью в соблюдении сроков славились гонцы ганзейских городов, поддерживавшие сообщения между Гамбургом, Бременом, Амстердамом и Антверпеном, а также на восток через Штеттин, Данциг и Кёнигсберг вплоть до Риги. В южной Германии первое место занимали гонцы Аугсбурга. Помимо линий на Нюрнберг (трижды в неделю), Линдау и Регенсбург, они поддерживали сообщения с Италией; в Венецию они прибывали через Бреннер в восемь дней.
Современная централизованная почта зародилась с усилением государственной власти. Во Франции Людовик XI эдиктом 19 июня 1464 года учредил королевских курьеров (фр. maîtres coureurs royaux). По всем его владениям раскинута была сеть станций для перемены лошадей; во главе всей организации стоял grand maître. Эта почта предназначалась исключительно для надобностей правительства; королевским курьерам под страхом смертной казни воспрещено было исполнять поручения частных лиц. В патенте Карла VIII от 27 января 1487 года королевские курьеры названы chevaucheurs en postes. Вскоре после того не только во Франции, но и в Германии и Италии названием почты стали означать всю совокупность установлений, которые учреждались государством или под контролем государства для пересылки как правительственной, так и частной корреспонденции и для перевозки пассажиров.

#### Почта Турн-и-Таксис

Марка ФРГ к 500-летию почты фон Таксиса (1990)

Первый опыт организации почты — в самом настоящем смысле этого слова и на широких международных началах — был сделан членами рода Тассо (позднее Тассис или Таксис; в 1650 году к фамилии была добавлена приставка Турн) из Бергамо, принявшими на себя поддержку сообщений между габсбургскими владениями. Почта Турн-и-Таксис просуществовала со второй половины XV века до 1867 года и внесла огромнейший вклад в развитие почтовой связи в Европе.

### Развитие вне Европы
После падения Западной Римской империи на её территории от Испании до Персии установилось господство арабов. В VII веке в мусульманском халифате возникла хорошо организованная регулярная почтовая служба, услугами которой в ограниченных размерах могли пользоваться и частные лица. Существовавшие к тому времени почтовые связи стали ещё более развиты. Почтовые курьеры имели особые знаки отличия, чтобы их можно было распознать издалека. Им выдавались специальные таблички, своеобразные удостоверения, которые вешались вокруг шеи и через плечо с помощью жёлтых лент.
Имеются данные о почте инков в Перу и ацтеков в Мексике. Здесь уже до начала XVI века существовали почтовые гонцы, которые, помимо государственных сообщений, доставляли к столу царя свежую рыбу, фрукты и другие продукты.
Гонцы ацтеков передавали почти все сообщения устно. Они вплетали в волосы красные ленты или размахивали кинжалом при радостном известии (например, о победе); дурные вести передавались царю, стоя на коленях.

### В России

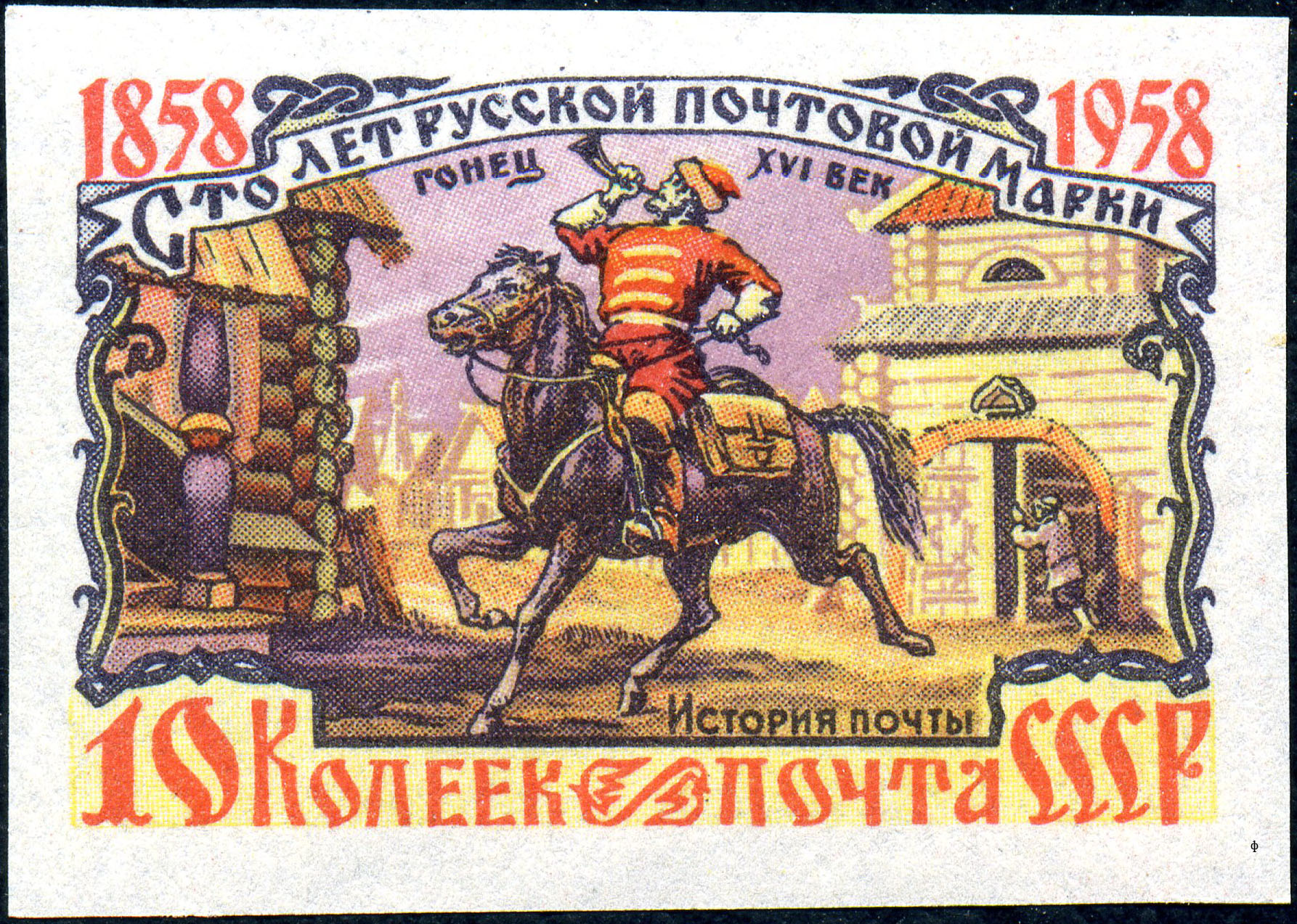
Почтовая марка СССР (1958)

Люди на Руси были прекрасно осведомлены о событиях, которые происходили за тысячи километров, но, однако, прямых свидетельств с описанием регулярной почтовой службы в X—XIV веках нет.
Наверное, первое сообщение о системе почтовой связи на Руси относится к началу XVI века и принадлежит Сигизмунду Герберштейну:
Государь имеет ездовых во всех частях своей державы, в разных местах и с надлежащим количеством лошадей, так чтобы, когда куда-нибудь посылается царский гонец, у него без промедления наготове была лошадь. При этом гонцу предоставляется право выбрать лошадь, какую пожелает.
Другой иностранец (Станислав Немоевский) во времена при Ивана IV Грозном отмечал:
Гонцы обязаны, с часа на час, делать в день по 20 миль (около 100 км), и они столь невозможное дело выполняют в короткое время, хотя за это для них нет никакой признательности, но — кара: кнут и тюрьма.
Согласно сообщению того же автора, в начале XVII века ямы (почтовые станции) располагались друг от друга на расстоянии от 6 до 20 миль (30—100 км). При этом путешественники разных сословий, исполняющие волю Великого князя, могли менять на ямах разное количество лошадей: «простой человек мог взять лишь одного коня; сын боярского сына — три; а которому на подорожной от Великого князя напишут с „вич“, например — Борис Васильевич, тому шесть. Сыну с отчеством, то есть какого-нибудь большого думного — 15, думному князю — 30».

## Новое время

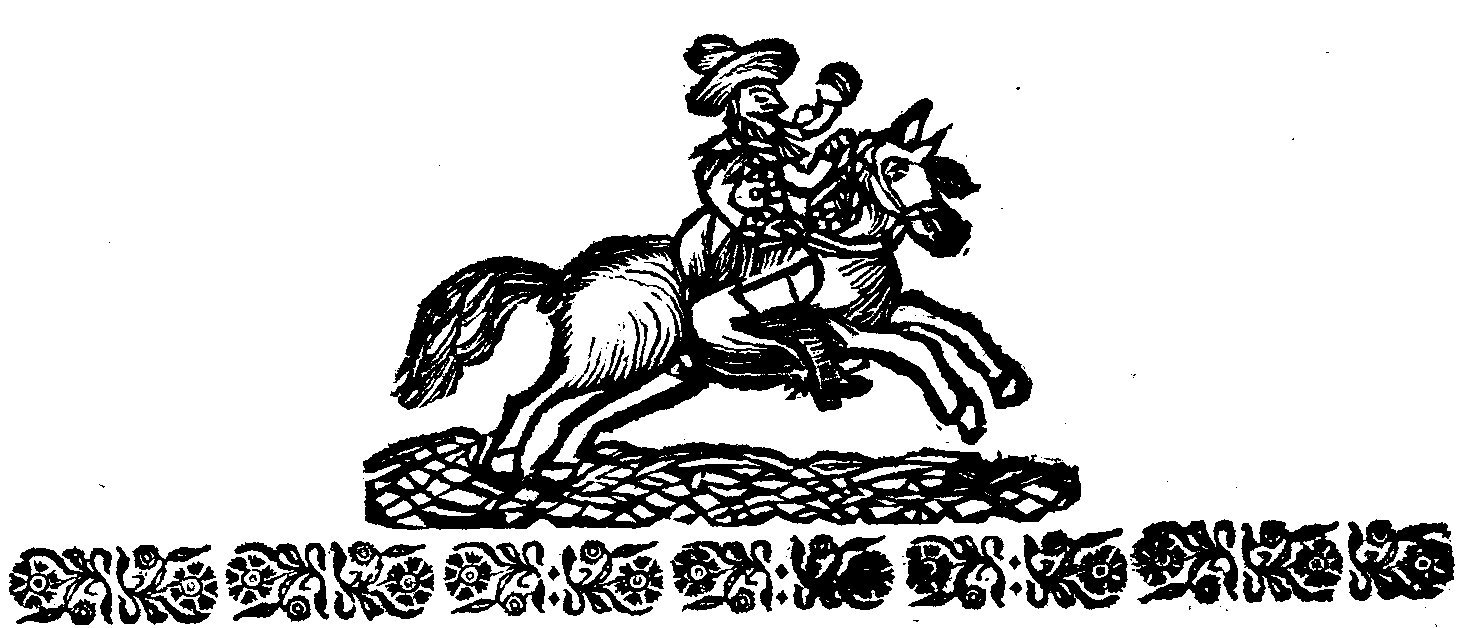
Конный гонец (Германия, XVII век)

В XVI—XVII веках во Франции, Швеции, Англии и других странах возникла централизованная королевская почта. Идея почтовой регалии, то есть исключительного права правительства содержать в пределах государственной территории почтовые учреждения, впервые выдвинута была в конце XVI века, а в XVII веке стала проводиться в жизни. Первым из германских государей, учредившим правительственную почту и признавшим за ней характер монополии, был великий курфюрст Фридрих Вильгельм (1646). Его примеру последовали другие значительные имперские чины. Тогда же содержание почты стали рассматривать не только как право, но и как обязанность правительств.
С развитием производственных отношений и зарождением капитализма возникла необходимость организации регулярной и быстрой почтовой связи как внутри стран, так и между странами. Уже в начале XVIII века были государственные деятели (например, Фридрих-Вильгельм I в Пруссии), которые отрешились от фискальных воззрений на почту и видели её задачу в удешевлении почтовых тарифов и возможно большей доступности почтовых сообщений для населения. В отличие от Франции, где пересылка писем (poste aux lettres) была объявлена казённой монополией, но наряду с правительственной почтой имелись частные предприятия по перевозке пассажиров (messageries), в более крупных германских государствах деятельность правительственной почты включала как пересылку писем и товаров, так и перевозку пассажиров.
Трара-ра-ра! Скорей, скорей,

Летит карета сред полей!

Клубится пыль со всех сторон,

Трубит весёлый почтальон!

Рожок сверкает как огонь —

Труби погромче, почтальон.

Трара-ра-ра! Скорей, скорей,

Летит карета сред полей!

Не торопитесь! Всё раздам —

Несите письма по домам,

И письма и пакеты

Посылки и газеты.
В те времена прибытие почтовой кареты в маленький населённый пункт было целым событием. О своём приближении почтальон извещал, громко трубя в почтовый рожок. Новости доставлялись со скоростью 70 км в сутки — столько проезжал почтовый дилижанс.

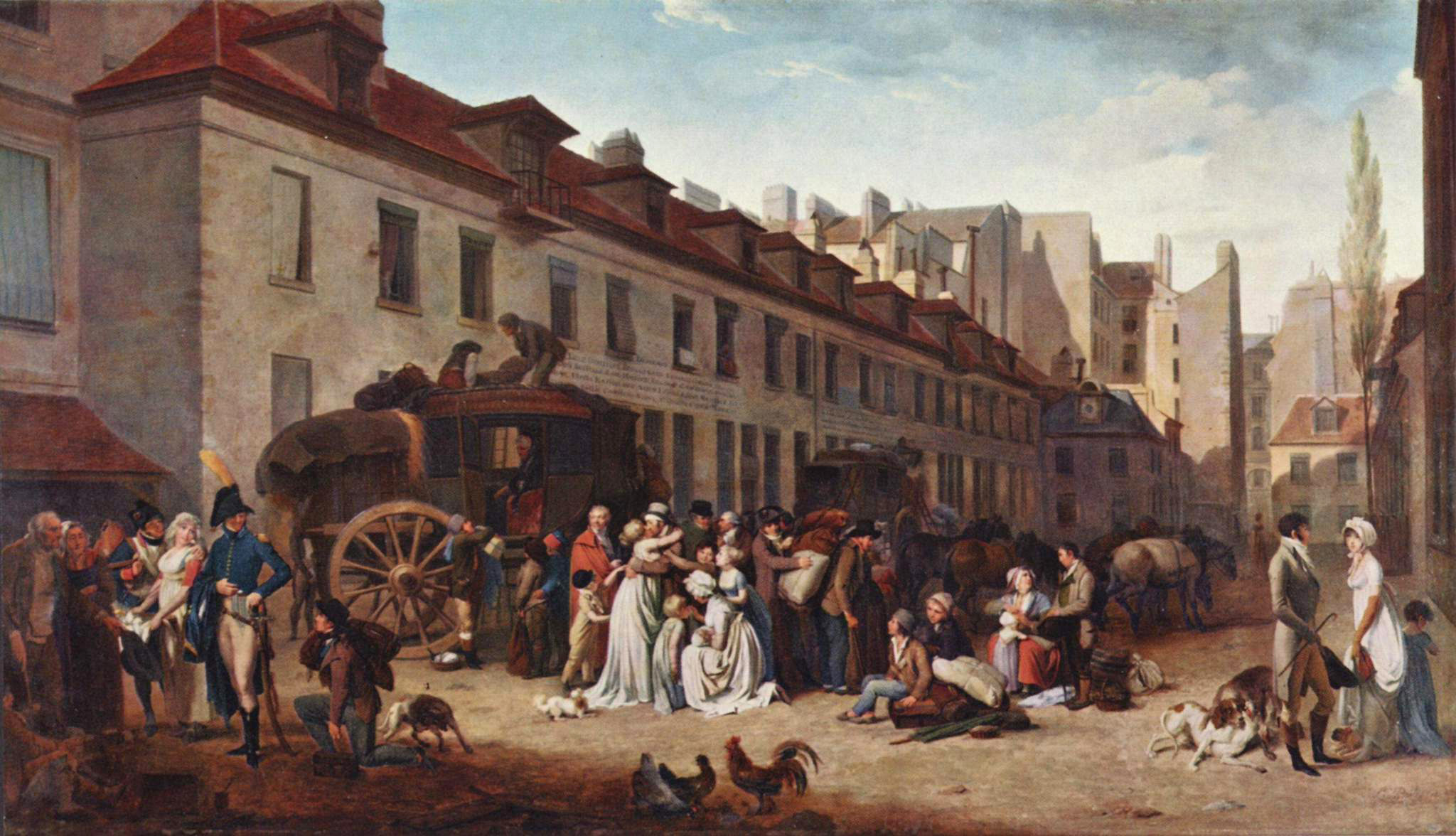
Прибытие почтовой кареты.
Луи-Леопольд Буальи, 1803

Целесообразной организацией славилась правительственная почта Саксонии, Брауншвейг—Ганновера, Гессена, особенно же Бранденбург—Пруссии. По главной прусской линии Клеве — Мемель почта с 1655 года отходила дважды в неделю; из Кенигсберга в Берлин она прибывала в 4 дня, из Кенигсберга в Клеве — в 10 дней. Это была быстрота для того времени необыкновенная. Помимо ветвей на Гамбург, Штеттин, Лейпциг и Бреславль, почтовые сообщения поддерживались на западе с Голландией, на востоке — с Варшавой и шведской почтой в Риге. В деле перевозки пассажиров Пруссия, однако, уже в конце XVIII века была превзойдена странами с более благоустроенными дорогами. Тем более поразил современников успех, достигнутый Пруссией в 1821 году, когда были учреждены так называемые нем. Nagler’sche Schuellposten, с удобными для путешествующих экипажами.

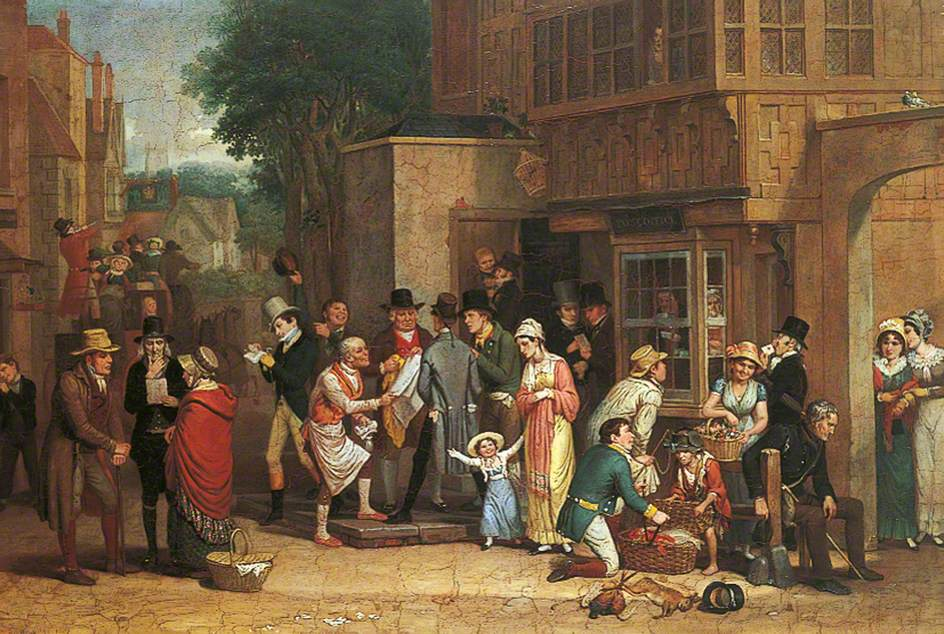
Почтовое отделение. Худ. Эдвард Вильерс Риппингилль (1829)

В XIX веке коренной переворот в почтовом деле был вызван распространением железных дорог и пароходства. Появление в начале XIX века паровоза и парохода, а в начале XX века самолёта значительно увеличило скорость пересылки почтовых отправлений. Почтовая связь стала общегосударственной и начала обслуживать всё население.
Путём сочетания железнодорожных и пароходных линий открылась возможность установления правильных почтовых сообщений между самыми отдалёнными странами. Первый опыт в этом направлении был сделан в 1835 году состоявшим на английской службе лейтенантом Вэгхорном, организовавшим англо-индийскую почту, которая на пароходах перевозилась из Марселя в Александрию, оттуда сначала по каналу Махмудиэ, а впоследствии по железной дороге в Суэц, затем снова пароходами доставлялась в Бомбей и Калькутту. В начале XX века эта почта доставлялась через туннель Мон-Сени в Бриндизи, откуда почтовыми пароходами прямо перевозилась через Суэцкий канал в Индию и страны Дальнего Востока.
В 1820 году торговцем бумаги Бревером в Брайтоне изобретён конверт. Важной вехой в истории почтовой связи стал выпуск почтовой марки в 1840 году в Великобритании. Позднее в Англии и её колониях стали употребляться заказные конверты.
Штемпельные бандероли появились в 1857 году в Соединённых Штатах Америки, в 1864 году — в Новом Южном Валлисе, в 1868 году — в Северогерманском союзе; всего такие бандероли были введены позднее в 66 странах. Бланки для закрытых писем были введены в 55 странах, первоначально в 1879 году в Париже; в Аргентине и во Франции существуют бланки с уплаченным ответом. Бланки для почтовых переводов появились в Брауншвейге в 1865 году и затем были введены в 14 странах; лишь в трёх странах существовали штемпельные конверты для почтовых переводов.

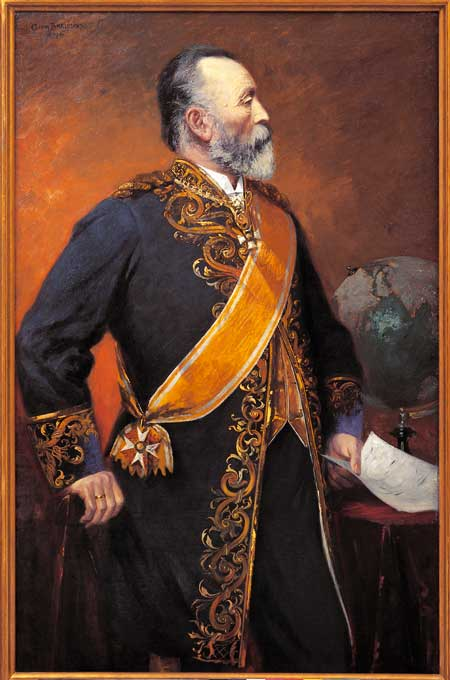
Один из основателей Всемирного почтового союза Генрих фон Стефан

Идея изобретения открытого письма (пост-карты, или почтовой карточки) принадлежит бывшему германскому генерал-почт-директору Генриху фон Стефану. На 5-й конференции немецкого Почтового союза в Карлсруэ в 1865 году Стефан в памятной записке указал на неудобства существующей формы письма, которая не имела простоты и краткости и была сопряжена с потерей времени при выборе бумаги, её складывании, вложении в конверт, его заклейке, наклейке марки и т. д. Кроме того, в обыкновенном письме не принято было ограничиваться краткими фразами, а при таких условиях не достигалась быстрота письма. Инициатива введения открытого письма принадлежит Австрии, где в 1869 году появились первые почтовые карточки. Открытые письма с уплаченным ответом появились в 1872 году в Германской империи. В дальнейшем открытые письма были введены в 171 стране, с уплаченным ответом — в 140.

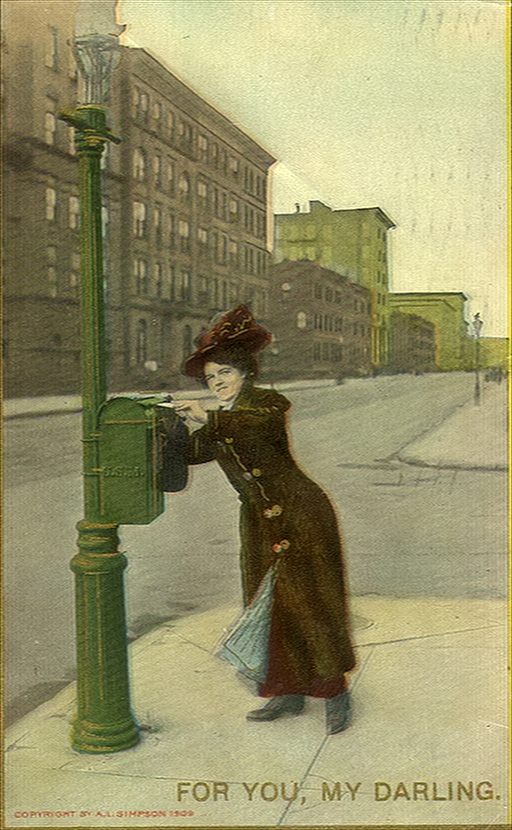
Женщина, опускающая письмо в почтовый ящик (США, 1909)

Благодаря согласованию времени прихода атлантических пароходов с поездами Тихоокеанской железной дороги в Северной Америке, а этих последних — с исходящими из Ванкувера и Сан-Франциско пароходными линиями, стало возможным переслать письмо из Европы в Японию в 30—35 дней. Будучи немедленно отправлено из Японии дальше (на Индию), такое письмо могло совершить кругосветное путешествие в 85 дней. С завершением Великой Сибирской железной дороги в начале XX века путешествие из Европы в Японию сократилось дней на шесть, и письмо могло обойти земной шар менее чем в 80 дней.
По мере того как сеть железных дорог расширялась и разветвлялась, а число ежедневных поездов увеличивалось, возрастало и число почт, ежедневно приходивших и отходивших в данной местности. К этому присоединялись улучшения, введённые в организацию самого почтового дела устройством, например, сельской почты, установлением дешёвой и единообразной почтовой таксы, введением целого ряда новых почтовых операций.
Известен не один случай в истории почтовых служб, когда письма доставлялись на дальние расстояния в очень короткие сроки, невозможные и при современных средствах сортировки и транспортировки почты. Так, письмо, отправленное 6 августа 1849 года из Лондона, было доставлено в Швейцарию, в Невшатель на второй день. Письмо, посланное в 1905 году из Оксфорда, достигло Франкфурта-на-Майне за три дня, хотя и ныне такой путь может занимать четыре—пять дней.

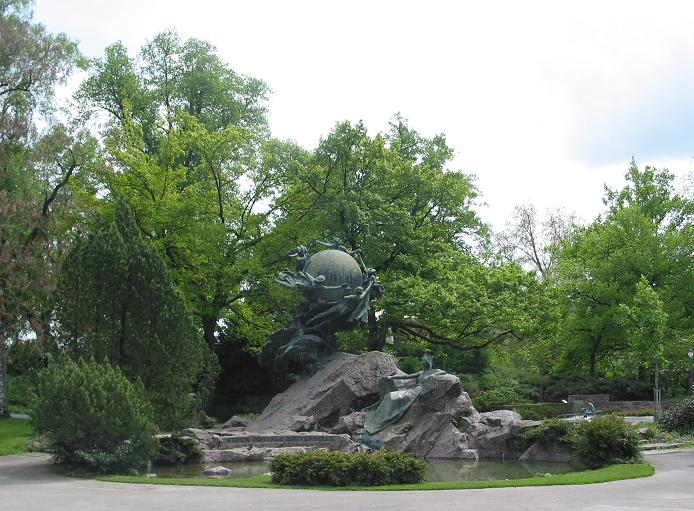
Памятник Всемирному почтовому союзу в Берне (воздвигнут в 1909 году)

С изобретением телеграфа (1832), телефона (1876) и радио (1895) почтовая связь не утратила своей важной роли средства общения миллионов людей. В телеграфе почта нашла могущественное содействие и завершение, вследствие чего почти все государства по примеру Германии объединили почтовое дело с телеграфным к большой выгоде для обоих ведомств.
Наконец, международные почтовые сношения получили прочную почву и гарантию в организации Всемирного почтового союза, охватившего все культурные страны. Одним из основателей Всемирного почтового союза был Генрих фон Стефан, внёсший в XIX веке значительный вклад в развитие немецкой и международной почт.
В 1874 году на I Всемирном почтовом конгрессе 22 страны, в том числе Россия, подписали Всеобщий единый почтовый договор и образовали Всеобщий почтовый союз (с 1878 года — Всемирный почтовый союз). В 1878 году была заключена Всемирная почтовая конвенция, регулирующая обмен корреспонденцией, которая содержит письменные сообщения.
О современном этапе развития почты см. статью Почта.

## История почты как раздел филателии
В рамках филателистических исследований существует специальный раздел истории почты, в основе которой лежит деятельность почтового ведомства, выпускающего почтовые марки и контролирующего средства сбора, сортировки и доставки почты. В предмет истории почты с точки зрения филателии входит изучение почтовых тарифов, маршрутов перевозки почты, методов и способов обработки почтовой корреспонденции. Особое внимание уделяется периодам нарушения почтового сообщения или переходным периодам, такие как войны и военная оккупация, а также доставке почты в отдаленные районы. Термином «история почты» обозначают также коллекции почтовых конвертов и других материалов, иллюстрирующих эпизоды из истории почты.
Таким образом, история почты прошлого и настоящего выросла из филателии. По мере развития этой дисциплины филателисты-исследователи обнаружили, что знание того, почему почтовое ведомство выпустило конкретные марки, где они использовались и каким образом, облегчает понимание и идентификацию почтовых марок. К примеру, можно доказать, что марка, которая будто бы прошла почту раньше другой марки этого типа, на самом деле подделка, если она погашена почтовым штемпелем населённого пункта, в который такие марки поступили только через три недели после этой даты.
История почты представляет самостоятельный интерес как таковая. В работе почтовой связи ещё остается много неизвестного, сохранились миллионы старых конвертов, представляющих собой обширное поле для исследования почтовых артефактов.